# Quốc lộ 49B
Quốc lộ 49B là con đường giao thông dọc theo Biển Đông của thành phố Huế, Việt Nam.
Ngày 8 tháng 2 năm 2018, UBND tỉnh Thừa Thiên Huế ban hành Quyết định số 379/QĐ-UBND về việc công bố lại lộ giới Quốc lộ 49B có lộ giới từ 19,5 – 44 m và có chiều dài là 104,8 km. Điểm đầu tại Km 788+650, Quốc lộ 1, Ngã ba Mỹ Chánh, xã Hải Chánh, huyện Hải Lăng, tỉnh Quảng Trị. Điểm cuối tại Km 869+450, Quốc lộ 1, Ngã ba Vinh Hiền, xã Lộc Trì, huyện Phú Lộc, thành phố Huế.
Trước đây, khi chưa có đập Thảo Long và cầu Ca Cút thì quốc lộ bị chia cắt tại cửa Thuận An. Tuy là đường Quốc lộ nhưng mặt đường chỉ rộng 3 – 5m và nhiều đoạn vẫn rất hẹp và xấu khiến cho nhiều người không biết đây là đường quốc lộ. Trong tương lai thì đây là tuyến đường chính trong việc phát triển các dịch vụ du lịch ven biển của thành phố Huế.